# Oh!FM
『Oh!FM』（オー!エフエム）は、日本ソフトバンク（現・SBクリエイティブ）より発行された、富士通のパソコン・FMシリーズ向けのパソコン雑誌。本項では、後継誌の『Oh!FM TOWNS』（オー!エフエムタウンズ）、『FMVファミリー』についても解説する。

## 略歴
- 1982年12月 - 冬号より季刊誌として創刊（創刊号の発行日は1983年1月1日）。
- 1983年6月 - 第3号より隔月刊化。
- 1984年3月 - 4月号より月刊化。本号より採用されたロゴは「O」の文字が二重丸であったため、『◎h!FM』と表記されることもある。
- 1991年9月 - 10月号より、当時富士通の主力パソコンだったFM TOWNSにちなみ、誌名を『Oh!FM TOWNS』に改題。号数は『Oh!FM』のものを継承。本号より採用されたロゴは「FM TOWNS」の部分がパソコンのFM TOWNSのそれと同じ「FM」を小さく書く表記であったため、『Oh!FMTOWNS』と表記されることもある。
- 1996年1月 - 2月号を最後に休刊。富士通が自社のパソコンの主力をDOS/V機のFMVシリーズに移行したことなどから、先に休刊した『Oh!X』（最終号は1995年12月号）の後を追うように休刊となった。
- 1996年4月24日 - 後継誌として、FMVシリーズ専門誌『FMVファミリー』が隔月刊誌として創刊（当初はムック扱い）。号数は『Oh!FM』『Oh!FM TOWNS』のものを継承せず、改めて第1号とした。編集部のスタッフの大半はこちらに移行。
- 1997年 - 『FMVファミリー』月刊化。
- 2000年3月24日 - 『FMVファミリー』5月号を最後に月刊誌としての発行を終了。
- 2000年6月 - 『FMVファミリー』2000年夏号 がムックとして刊行。
- 2000年10月 - 『FMVファミリー』2000年秋号 がムックとして刊行。

## 読者層
1994年10月号（表記上は「10・11月合併号」）のアンケート集計結果によると、読者の平均年齢は26.1歳。年齢層のピークは18歳で、20代〜30代と厚みが続く。
1994年5月号（表記上は「5・6月合併号」）のアンケート集計結果によると、FM TOWNS発売以前からの読者は10数%に留まり、『Oh!FM TOWNS』改題後からの読者が60%以上を占めた。

## 記事
ソフト&ハードの解析記事や、ゲーム、音楽、グラフィック、各種ユーティリティ、改造、新製品や周辺機器の紹介など、数多くのFMシリーズ関連の記事が掲載された。

### 連載記事
- 谷山浩子の気絶すんぜん☆なのらー（1986年7月号〜1996年2月号）

連載エッセイ。谷山はもともと同誌の読者で、一読者として読者投稿コーナーにハガキを出したことがきっかけでスタートした。
- きょうふの水曜日（1987年7月号〜1990年8月号）

ジョークソフトコーナー。1985年9月号/1986年8月号の「夏休み特集」で掲載された、ジョーク記事・ジョークプログラムの流れを引き継いだ連載記事。
- お気楽♪BASIC（1991年10月号〜1993年8月号）

F-BASIC386入門ガイド。連載終了後に書籍化もされた（『FM TOWNSお手軽プログラミング入門 お気楽♪BASIC』永倉一之、ソフトバンク、1993年、ISBN 4-89052-452-5）。

### 拡張BASIC
数多くの独自拡張BASICの記事が掲載され、これら拡張BASIC上でないと動作しない投稿プログラム（主に音楽系）も多数掲載された。
- F-BASIC V3.0 Levelγ/ε/χ（1987年12月号、1988年3月号、1988年7月号）

漢字ROMカードを搭載したFM-7等の200ライン機で日本語文字列処理機能を実現させた。LevelχについてはLevelεに虫つくろいを行うとレベルが変更される形になっている。
- PLAY@/HGPLAY/WHGPLAY/EDPLAY（1986年2月号、1987年10月号、1988年5月号、1989年6月号〜7月号）

本来内蔵PSG音源にしか対応しないF-BASIC V3.0のPLAY文をFM音源カードなどの拡張カードに対応させた。F-BASIC V3.3のPLAY文とほぼ等価（LFO機能が若干異なっていた）の機能を実装したPLAY@、ディチューン機能などの細かい表現やSSGによるPCM機能などを追加したHGPLAY、FM音源カードを更に追加してFM音源6音SSG6音の演奏を可能にした（ただし負荷の関係からSSGによるPCM機能は外された）WHGPLAY、これらに加えMIDIにも対応したEDPLAYが存在した。

### ゲーム
以下のゲームソフトが誕生した。なおこれらのソフトにはいずれもパッケージソフト版が存在しており、雑誌掲載版と比べ大幅な機能拡充が行われている。
- リングの上は大さわぎ（1984年11月号）

プロレスゲーム。雑誌掲載版ではリングの周りのロープが無かったが、パッケージ版ではロープが追加され、それに対応した技も用意された。
- GUTCHANBANK（ぐっちゃんばんく）（1985年6月号）

銀行をテーマとしたアクションゲーム。朝9時から昼3時までの間に、街中に散らばった現金を回収し、できるだけ多くの金額を銀行に預け入れることを目指す（現金を回収しただけでなく、銀行に預け入れないと得点にならない）。パッケージ版では、特定の条件を満たすことでステージが拡張された。
- 寿司麻雀（1985年9月号）

麻雀漫画『ぎゅわんぶらあ自己中心派』（片山まさゆき）に登場する創作麻雀をゲーム化したもの。
- 少年マイクのひとり旅（1986年1月号）

FM77AV専用のアクションゲーム。

### その他
- しゃべるんどすえ（1990年4月号）

SSGの実際の出力を測定し、3Chのアッテネータを併用することによって、従来の手法よりも高音質なPCM再生を試みるプログラム。

### 表記の特徴
新作ソフトウェア紹介記事では、フロッピーディスクの2Dや2DD、2HDの「2」を省略する表記法が慣例的に使われていた。例えば「3.5″HD」は「3.5インチハードディスク」ではなく「3.5インチ2HDフロッピーディスク」を意味する（他にも5インチ2HD→5HD・5″HD、3.5インチ2D→3.5D・3.5″Dなどの例がある）。富士通FMシリーズでは専ら両面ディスクのみが使われてきたためである。

## 付録
月号の後に（○○号）と書かれているのは、当時の雑誌の付録に関する規定からムック扱いとなった号である。

### CD-ROM
- 太っ腹No.1（1989年8月号）

日本の雑誌として初めてCD-ROMを付録にすることを試みたが、当時はCDを定期刊行誌の付録として添付することは許可されておらず、そのため通常の音楽CDと同様のCDケースに入った形で付録として添付する予定だったものの、取次業者に取り扱いを拒否される事態となった。結局本誌には付録CD-ROMの引換券を封入し、購入者は大手書店や一部のパソコンショップで引き換えてもらう形態を取らざるを得なかった（定期購読者には直接送付された）。なお、一部のパソコンショップでは引換券の代わりに既にCD-ROMが付属していたケースもある。
- 天晴CD Vol.1 飛龍の巻（1994年11月号（秋の特別号））
- 天晴CD Vol.2 鳳凰の巻（1995年8月号）

『FMVファミリー』になってからは、毎号CD-ROMの付録が付いた。

### 3.5インチフロッピーディスク
- 太っ腹FD平成1号（1991年10月号（新装刊No.1号））
- 太っ腹FD平成2号（1992年4月号（春の特別号））
- 太っ腹FD平成3号（1992年8月号（夏の特別号））
- 太っ腹FD平成4号（1992年12月号（冬の特別号））
- 太っ腹FD平成5号（1993年3月号（春の特別号））
- 太っ腹FD平成6号（1993年8月号（夏の特別号））
- 太っ腹FD平成7号（1993年11月号（秋の特別号））
- 太っ腹FD平成8号（1994年3月号（春の特別号））
- 太っ腹FD平成9号（1994年6月号（初夏の特別号））
- 太っ腹FD平成10号（1995年3月号）

## 別冊
- FILES Oh!FM（1983年11月）

『Oh!FM』の1～3号を再編集したもの。
- FMショートプログラム集（1985年）